# Saturnino Arrúa
Saturnino Arrúa Molina (* 7. April 1949 in Itá), auch bekannt unter dem Spitznamen Nino (einer Koseform seines Vornamens), ist ein ehemaliger paraguayischer Fußballspieler und späterer -trainer.

## Laufbahn
Arrúa begann seine fußballerische Laufbahn im Nachwuchsbereich seines Heimatvereins Sportivo Iteño. 1964 wechselte er in die Jugend des Hauptstadtvereins Cerro Porteño, bei dem er 1966 seinen ersten Profivertrag erhielt. Bereits 1967 gab er sein Debüt in der ersten Mannschaft, in der er sich schon bald einen Stammplatz eroberte. Er wird allgemein als das größte aus dem Nachwuchsbereich des Club Cerro Porteño hervorgekommene Talent angesehen. Dreimal gewann Arrúa mit seinem langjährigen Verein die paraguayische Fußballmeisterschaft. Zudem erzielte er die meisten Derbytreffer gegen den großen und zu einigen Zeiten schier übermächtig erscheinenden Stadtrivalen Club Olimpia. Insgesamt war Arrúa in diesen Duellen elfmal erfolgreich, siebenmal in Spielen der Primera División und viermal in der Copa Libertadores.
Im Oktober 1973 wechselte Arrúa in die spanische Primera División, wo er von 1973 bis 1979 bei Real Saragossa unter Vertrag stand. Seine erfolgreichste Spielzeit war die Saison 1974/75, in der Real Saragossa nicht nur Vizemeister hinter Real Madrid wurde, sondern den spanischen Meister am 30. April 1975 mit 6:1 demütigte. Arrúa selbst steuerte zu diesem Kantersieg einen Treffer zum Zwischenstand von 4:1 bei. In der darauffolgenden Spielzeit erreichte Arrúa mit seiner Mannschaft das Pokalfinale, das 0:1 gegen Atlético Madrid verloren wurde.
1979 kehrte Arrúa zum Club Cerro Porteño zurück, bei dem er 1984 – nach Zwischenstationen beim Stadtrivalen Club Guaraní und dem kolumbianischen Verein América de Cali – seine aktive Laufbahn beendete. Insgesamt absolvierte er für Cerro Porteño in der höchsten Spielklasse 147 Einsätze und erzielte dabei 55 Tore.
Zwischen 1969 und 1980 trug Arrúa mindestens 27 Mal das Trikot der paraguayischen Nationalmannschaft und erzielte mindestens 12 Länderspieltreffer.
Nach seiner aktiven Laufbahn trainierte er diverse paraguayische Vereinsmannschaften der ersten, zweiten und dritten Spielklasse.

## Erfolge
- Paraguayischer Meister: 1970, 1972, 1973
- Spanischer Vizemeister: 1975
- Spanischer Pokalfinalist: 1976